# Heteromorpha pubescens
Heteromorpha pubescens är en flockblommig växtart som beskrevs av Burtt Davy. Heteromorpha pubescens ingår i släktet Heteromorpha och familjen flockblommiga växter. Inga underarter finns listade i Catalogue of Life.